# Slatina, Kroatien
Slatina är en stad i Kroatien. Staden har 10 920 och kommunen 14 819 invånare (2001). Slatina ligger vid berget Papuks fot i Virovitica-Podravinas län, nära den kroatisk-ungerska gränsen i östra Kroatien.

## Orter i kommunen
Slatina utgör huvudorten i kommunen men samma namn. I kommunen finns förutom Slatina följande 14 orter: Bakić, Bistrica, Donji Meljani, Golenić, Gornji Miholjac, Ivanbrijeg, Kozice, Lukavac, Markovo, Medinci, Novi Senkovac, Radosavci, Sladojevački Lug och Sladojevci.

## Historia
Arkeologiska fynd visar att området där Slatina idag ligger var bebott redan under romartiden. En romersk karta från 200-talet styrker existensen av ett samhälle vid namn Marinianis på platsen för dagens Slatina.
Den 1 januari 1297 omnämns staden för första gången i skriven form – ett dokument utfärdat av Zagrebs biskop Mihovil.
1544 intogs staden av osmanerna. 1684 befriades staden och osmanerna drevs på flykten. Slatina kom därefter åter att sortera under den habsburgska kronans domäner.
1921-1991 hette staden Podravska Slatina. Efter Kroatiens självständighet återfick staden sitt gamla namn - Slatina.